# Cacostola simplex
Cacostola simplex är en skalbaggsart som först beskrevs av Francis Polkinghorne Pascoe 1859.  Cacostola simplex ingår i släktet Cacostola och familjen långhorningar. Inga underarter finns listade.